# Nordic Paper Åmotfors

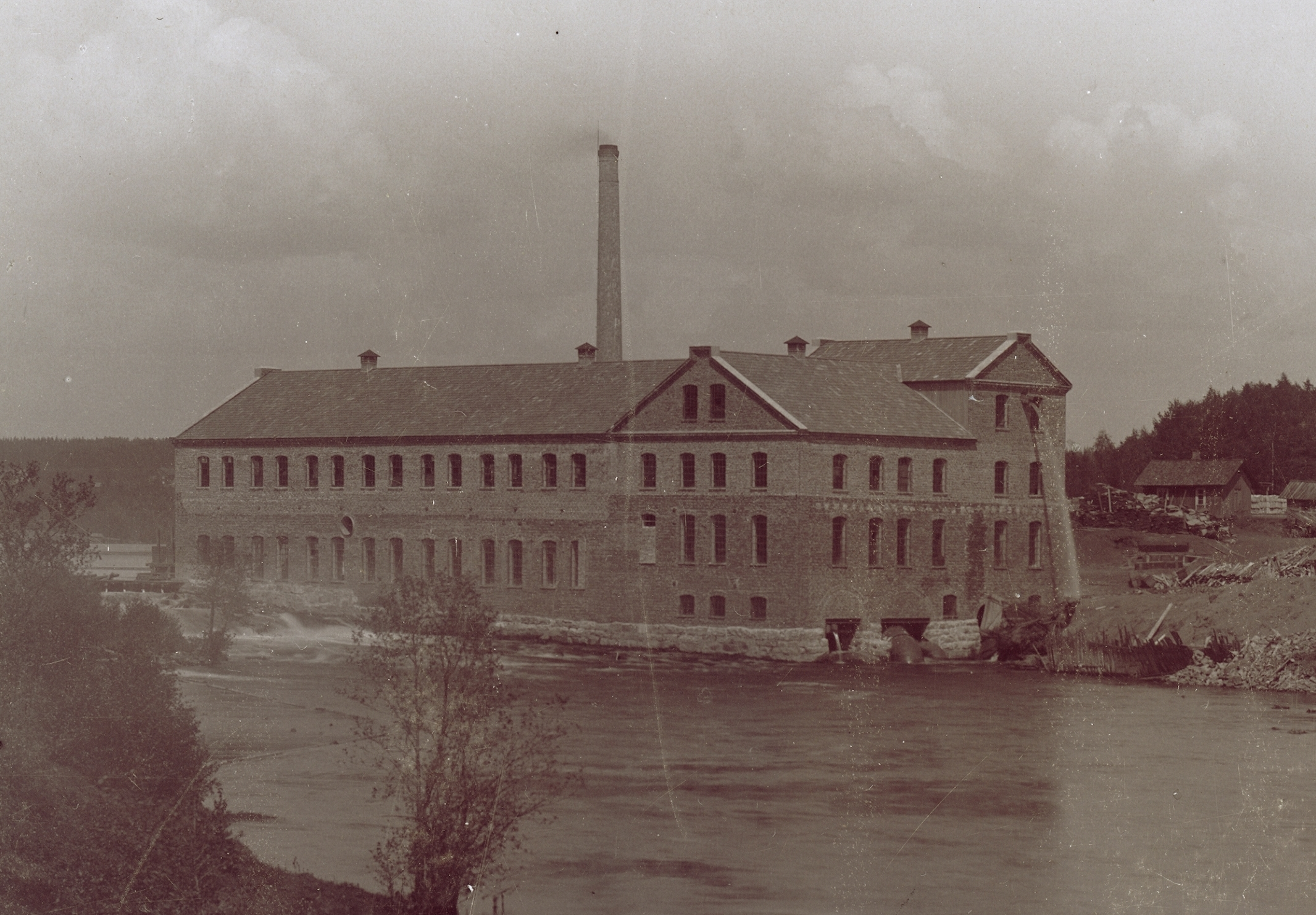
Åmotfors pappersbruk, 1898.

Nordic Paper Åmotfors AB (före 2008 Åmotfors Bruk AB) är ett skogsindustriföretag med pappersbruk i Åmotfors. Företaget blev 2003 tillsammans med Bäckhammars Bruk AB dotterbolag till nybildade Wermland Paper. År 2008 köptes Wermland Paper av Nordic Paper.
De två pappersmaskinerna, PM1 och PM6, vid Åmotfors är specialpappersmaskiner inriktade på produktnischer som till exempel stålmellanläggspapper, högabsorberande papper och elektrotekniska papper. Årskapaciteten är cirka 55 000 ton.

## Historik
Åmotfors Pappersbruks AB bildades 1897. Under 1970-talet övertogs Åmotfors av skogsägarkoncernen Vänerskog. I samband med Vänerskogs betalningsinställelse förvärvades Åmotfors 1981 av ett konsortium bestående av företagsledningen , Sverker Sjöberg, Kjell Olsson och John-Erik Johansson tillsammans med det engelska handelsföretaget Ridley Quiney. Härmed undveks konkurs och nedläggning. Under detta ägarskap utvecklades bolaget till ett renodlat specialpappersbruk. År 1985 såldes Åmotfors Bruk till Bäckhammars Bruk. 
Bäckhammars Bruk har efter 1985 bytt ägare ett antal gånger och ingår numera i det sedan 2017 kinesisktägda Nordic Paper.